# Atalanta Bergamasca Calcio 1926-1927
Questa pagina raccoglie i dati riguardanti l'Atalanta e Bergamasca Sezione Calcio nelle competizioni ufficiali della stagione 1926-1927.

## Stagione
La stagione parte da una rivoluzione a livello societario: Enrico Luchsinger passa il timone all'avvocato Antonio Gambirasi, alla vicepresindenza arriva Pietro Capoferri.

Vi sono novità anche per i giocatori: la bandiera Pietro Bianchi lascia e va allenare la squadra Ragazzi. Inoltre la FIGC riduce gli stranieri schierabili in ogni partita da due a uno: l'Atalanta preferisce puntare su Lukács (che sarà il capocannoniere atalantino in campionato) e lascia partire Hauser.
Arrivano la mezzala Luigi Poggia dal Milan, Onorato Bonzani e Vincenzo Coppo.
Vi è una novità anche in campionato: per la prima volta l'Atalanta viene inserita nel raggruppamento lombardo-veneto; il che comporta trasferte più lunghe rispetto a quelle affrontate nelle stagioni precedenti.
I neroazzurri disputano un buon campionato, stabilendosi costantemente nelle primissime posizioni. La promozione in Divisione Nazionale però sfuma all'ultima giornata, quando crolla per 6-1 con la Fiumana ed è superata in classifica dalla Pro Patria.
La Coppa Italia viene disputata, ma l'Atalanta non vi partecipa.
Disputa invece la Coppa Arpinati (competizione che vi partecipano le società non qualificate alle fasi finali) arrivando 1º nel suo girone eliminatorio e 2º in quello finale (poi vinto dalla Pistoiese).
Il 16 febbraio 1927 per la prima volta arriva a Bergamo la Nazionale azzurra che affronta proprio i bergamaschi in un'amichevole vincendo per 6-1 (gol della bandiera di Aldo Perani).

## Organigramma societario
Area direttiva
- Presidente: Antonio Gambirasi
- Presidente Onorario: Giacomo Suardo
- Vice Presidenti: Pietro Capoferri
- Segretario: Rino Lupini
- Consiglieri: ?

Area tecnica
- Allenatore: Cesare Lovati

Area sanitaria
- Medico sociale: ?
- Massaggiatore: ?

## Rosa
| N. |                   | Ruolo | Calciatore         |
| -- | ----------------- | ----- | ------------------ |
|    | Italia (bandiera) | P     | Angelo Farina      |
|    | Italia (bandiera) | P     | Giovanni Fumagalli |
|    | Italia (bandiera) | P     | Gino Perani        |
|    | Italia (bandiera) | D     | Ettore Boninsegna  |
|    | Italia (bandiera) | D     | Riccardo Cornolti  |
|    | Italia (bandiera) | D     | Vincenzo Coppo     |
|    | Italia (bandiera) | C     | Onorato Bonzani    |
|    | Italia (bandiera) | C     | Giuseppe Facoetti  |
|    | Italia (bandiera) | C     | Francesco Malagni  |
|    | Italia (bandiera) | C     | Luigi Pedrazzini   |
|    | Italia (bandiera) | C     | Luigi Poggia       |
|    | Italia (bandiera) | C     | Salvatore Salvetti |

| N. |                     | Ruolo | Calciatore          |
| -- | ------------------- | ----- | ------------------- |
|    | Italia (bandiera)   | C     | Francesco Simonetti |
|    | Italia (bandiera)   | C     | Giovanni Varasi     |
|    | Italia (bandiera)   | C     | Francesco Mazzoleni |
|    | Italia (bandiera)   | A     | Romano Buschi       |
|    | Italia (bandiera)   | A     | Giacomo Cornolti    |
|    | Italia (bandiera)   | A     | Giorgio Delvai      |
|    | Italia (bandiera)   | A     | Aldo Lanfranconi    |
|    | Italia (bandiera)   | A     | Marino Leidi        |
|    | Ungheria (bandiera) | A     | Gedeon Lukács       |
|    | Italia (bandiera)   | A     | Angelo Maffezzoli   |
|    | Italia (bandiera)   | A     | Pietro Pasinetti    |
|    | Italia (bandiera)   | A     | Aldo Perani         |

## Calciomercato
| Acquisti | Acquisti            | Acquisti           | Acquisti   |
| R.       | Nome                | da                 | Modalità   |
| -------- | ------------------- | ------------------ | ---------- |
| D        | Vincenzo Coppo      | Libertas Firenze   | prestito   |
| C        | Onorato Bonzani     | Derthona           | definitivo |
| C        | Luigi Pedrazzini    | Inter (riserve)    | prestito   |
| C        | Luigi Poggia        | Milan              | definitivo |
| C        | Francesco Simonetti | A.L.P.E. (Bergamo) | definitivo |
| A        | Romano Buschi       | Alzano             | definitivo |
| C        | Francesco Mazzoleni | Ardens             | definitivo |

| Cessioni | Cessioni                  | Cessioni            | Cessioni |
| R.       | Nome                      | da                  | Modalità |
| -------- | ------------------------- | ------------------- | -------- |
| D        | Pietro Bianchi            | smette di giocare   |          |
| P        | Orfeo Radaelli            | lasciato libero     |          |
| C        | Jenő Hauser               | ritorna in Ungheria |          |
| C        | A.Ravasio                 | lasciato libero     |          |
| A        | Vincenzo Carano           | ???                 |          |
| A        | Francesco Giuseppe Morali | ???                 |          |

## Risultati

### Prima Divisione

#### Girone d'andata
| Arbitro: | Bonello (Venezia) |

|            |           |              |
| Lukács 12’ | Marcatori | 81’ Prosperi |

| Arbitro: | Malagodi (Milano) |

|            |           |                                                 |
| Liuzzi 81’ | Marcatori | 6’, 10’, 49’, 62’ Poggia 47’, 70’, 72’ A.Perani |

| Arbitro: | Aebi (Milano) |

|                           |           |                  |
| Maffezzoli 68’ Lukács 79’ | Marcatori | 27’, 65’ Bussich |

| Arbitro: | Turbiani (Ferrara) |

|  |           |                            |
|  | Marcatori | 40’, 65’ Lukács 70’ Poggia |

| Arbitro: | Bodo (Vercelli) |

|                         |           |            |
| Poggia 22’ A.Perani 25’ | Marcatori | 80’ Crosta |

| Arbitro: | Carraro (Padova) |

|                |           |                     |
| Bartesaghi 88’ | Marcatori | 33’, 83’ G.Cornolti |

| Arbitro: | Bresciani (Parma) |

|                                             |           |             |
| Lukács 34’ (rig.) Poggia 65’ R.Cornolti 70’ | Marcatori | 43’ Franzoi |

| Arbitro: | Rovida (Milano) |

|                                |           |                                    |
| Visentin 2’ (rig.) Zanotto 18’ | Marcatori | 44’ (aut.) Laszlo 69’ (aut.) Lamon |

| Arbitro: | A.Gama (Milano) |

|           |           |  |
| Poggia 5’ | Marcatori |  |

#### Girone di ritorno
| Mantova 19 dicembre 1926 10ª giornata | Mantova          | 0 – 0 | Atalanta | Campo Ippodromo Te\| Arbitro: \| Caironi (Milano) \| |
| Arbitro:                              | Caironi (Milano) |       |          |                                                      |

| Arbitro: | Caldirola (Milano) |

|                                                      |           |  |
| Poggia 64’ G.Cornolti 65’ Buschi 70’ Lukács 84’, 85’ | Marcatori |  |

| Arbitro: | U.Gama (Milano) |

|              |           |  |
| Tognazzi 72’ | Marcatori |  |

| Arbitro: | Beretta (Novi Ligure) |

|                                                   |           |  |
| Lukács 31’, 38’ (rig.), 42’, 57’, 88’ Bonzani 67’ | Marcatori |  |

| Arbitro: | A.Gama (Milano) |

|                                                                          |           |  |
| Giani 58’ Reguzzoni 66’ Kutik 68’, 82’ Corengia 71’ Crosta 72’ Visca 80’ | Marcatori |  |

| Arbitro: | Sguerso (Savona) |

|                            |           |                   |
| Lukács 24’, 30’ Poggia 70’ | Marcatori | 32’, 89’ Preziati |

| Arbitro: | Barlassina (Novara) |

|  |           |                       |
|  | Marcatori | 42’ Poggia 67’ Lukács |

| Arbitro: | Guarnieri (Milano) |

|                                                 |           |                          |
| Lukács 41’, 48’ (rig.), 70’, 85’ G.Cornolti 59’ | Marcatori | 23’ Zanotto 77’ Visentin |

| Arbitro: | U.Gama (Milano) |

|                                                  |           |            |
| Mihalich 18’, 69’ Zenko 53’, 79’, 87’ Licker 58’ | Marcatori | 37’ Lukács |

### Coppa Arpinati

#### Girone A

##### Andata
| Arbitro: | Rovida (Milano) |

|                                    |           |                |
| A.Perani 12’ Delvai 21’ Poggia 38’ | Marcatori | 89’ Quaglietti |

| Arbitro: | Brighenti (Trento) |

|                         |           |                                                       |
| Ghirelli ?’ Barbieri ?’ | Marcatori | ?’, ?’ A.Perani ?’, ?’ G.Cornolti ?’ Poggia ?’ Buschi |

| Arbitro: | Rovida (Milano) |

|            |           |          |
| Poggia 45’ | Marcatori | 1’ Lamon |

##### Ritorno
| Arbitro: | Brighenti (Trento) |

|            |           |  |
| Orsini 44’ | Marcatori |  |

| Arbitro: | Giulini (Lodi) |

|                                                                              |           |         |
| G.Cornolti 17’, 34’, 40’ Simonetti 28’, 60’, 83’, 86’ Poggia 33’ A.Perani 5’ | Marcatori | 75’ ??? |

| Santa Maria del Rovere 22 maggio 1927, ore ? 6ª giornata | Treviso                | 0 – 0 | Atalanta | Nuovo Campo\| Arbitro: \| Bruna (Porto Marghera) \| |
| Arbitro:                                                 | Bruna (Porto Marghera) |       |          |                                                     |

#### Spareggio per l'accesso al girone finale
| Arbitro: | Giorgi (Milano) |

|                                          |           |             |
| Simonetti 29’, 50’ Buschi 67’ Poggia 70’ | Marcatori | 57’ Zanotto |

#### Girone finale (andata)
| Arbitro: | Turra (Padova) |

|            |           |                |
| Poggia 47’ | Marcatori | 15’, 41’ Barni |

| Arbitro: | Schiavina (Ferrara) |

|              |           |                        |
| Tognazzi 73’ | Marcatori | 40’ Poggia 81’ Bonzani |

| Arbitro: | Caironi (Milano) |

|              |           |  |
| A.Perani 62’ | Marcatori |  |

#### Girone finale (ritorno)
| Arbitro: | Serra (Bologna) |

|                                               |           |                      |
| Barni 3’, 40’ Innocenti 20’ Nehadoma 37’, 50’ | Marcatori | 65’, 69’, 84’ Poggia |

| Arbitro: | Schiavina (Ferrara) |

|                                             |           |  |
| Buschi 20’ Bonzani 32’ (rig.) Simonetti 40’ | Marcatori |  |

| Arbitro: | Ferro (Milano) |

|                                     |           |                          |
| Rossi 14’, 57’ Tosi 22’ Severio 42’ | Marcatori | 33’ Simonetti 69’ Poggia |

## Statistiche

### Statistiche di squadra
| Competizione                 | Punti | In casa | In casa | In casa | In casa | In casa | In casa | In trasferta | In trasferta | In trasferta | In trasferta | In trasferta | In trasferta | Totale | Totale | Totale | Totale | Totale | Totale | DR   |
| Competizione                 | Punti | G       | V       | N       | P       | Gf      | Gs      | G            | V            | N            | P            | Gf           | Gs           | G      | V      | N      | P      | Gf     | Gs     | DR   |
| ---------------------------- | ----- | ------- | ------- | ------- | ------- | ------- | ------- | ------------ | ------------ | ------------ | ------------ | ------------ | ------------ | ------ | ------ | ------ | ------ | ------ | ------ | ---- |
| Prima Divisione girone B     | 26    | 9       | 7       | 2       | 0       | 28      | 9       | 9            | 4            | 2            | 3            | 17           | 18           | 18     | 11     | 4      | 3      | 45     | 27     | +18  |
| Coppa Arpinati girone A      | 8     | 3       | 2       | 1       | 0       | 13      | 3       | 3            | 1            | 1            | 1            | 7            | 3            | 6      | 3      | 2      | 1      | 20     | 6      | +14  |
| Coppa Arpinati girone finale | 6     | 3       | 2       | 0       | 1       | 5       | 2       | 3            | 1            | 0            | 2            | 7            | 11           | 6      | 3      | 0      | 3      | 12     | 13     | -1   |
| Totali                       | 40    | 15      | 11      | 3       | 1       | 46      | 14      | 15           | 6            | 3            | 6            | 31           | 32           | 30     | 17     | 6      | 6      | 77     | 46     | + 31 |

### Statistiche dei giocatori
| Giocatore      | 1ª Divisione | 1ª Divisione | Coppa Arpinati | Coppa Arpinati | Totale   | Totale |
| Giocatore      | Presenze     | Reti         | Presenze       | Reti           | Presenze | Reti   |
| -------------- | ------------ | ------------ | -------------- | -------------- | -------- | ------ |
| E. Boninsegna  | 18           | 0            | ?              | ?              | 18+      | 0+     |
| O. Bonzani     | 18           | 1            | 6              | 2              | 24       | 3      |
| R. Buschi      | 6            | 1            | 9              | 3              | 15       | 4      |
| V. Coppo       | 17           | 0            | 8              | 0              | 25       | 0      |
| G. Cornolti    | 15           | 4            | 13             | 5              | 28       | 9      |
| R. Cornolti    | 2            | 1            | 11             | 0              | 13       | 1      |
| G. Delvai      | 0            | 0            | 1              | 1              | 1        | 1      |
| G. Facoetti    | 1            | 0            | 8              | 0              | 9        | 0      |
| A. Farina      | 0            | 0            | 8              | 0              | 8        | 0      |
| G. Fumagalli   | 17           | 0            | 0              | 0              | 17       | 0      |
| A. Lanfranconi | 2            | 0            | 13             | 0              | 15       | 0      |
| M. Leidi       | 0            | 0            | 1              | 0              | 1        | 0      |
| G. Lukács      | 18           | 20           | 0              | 0              | 18       | 20     |
| A. Maffezzoli  | 8            | 1            | 0              | 0              | 8        | 1      |
| F. Malagni     | 0            | 0            | 1              | 0              | 1        | 0      |
| F. Mazzoleni   | 0            | 0            | 1              | 0              | 1        | 0      |
| P. Pasinetti   | 1            | 0            | 0              | 0              | 1        | 0      |
| L. Pedrazzini  | 7            | 0            | 0              | 0              | 7        | 0      |
| A. Perani      | 14           | 4            | 8              | 5              | 22       | 9      |
| G. Perani      | 1            | ?            | 5              | ?              | 6        | ?      |
| L. Poggia      | 18           | 13           | 13             | 10             | 31       | 23     |
| S. Salvetti    | 3            | 0            | 0              | 0              | 3        | 0      |
| F. Simonetti   | 0            | 0            | 9              | 8              | 9        | 8      |
| G. Varasi      | 17           | 0            | 13             | 0              | 30       | 0      |